# Karin Lamberg-Skog
Karin Ingrid Lamberg-Skog (Uppsala, 17 de enero de 1961) es una deportista sueca que compitió en esquí de fondo.
Ganó una medalla de bronce en el Campeonato Mundial de Esquí Nórdico de 1987, en la prueba de relevo. Participó en tres Juegos Olímpicos de Invierno, ocupando el sexto lugar en Lake Placid 1980, el quinto en Sarajevo 1984 y el sexto en Calgary 1988, en la prueba de relevo.

## Palmarés internacional
| Campeonato Mundial | Campeonato Mundial | Campeonato Mundial | Campeonato Mundial |
| Año                | Lugar              | Medalla            | Prueba             |
| ------------------ | ------------------ | ------------------ | ------------------ |
| 1987               | Oberstdorf (RFA)   | Medalla de bronce  | Relevo 4 × 5 km    |